# Herzl Berger
Herzl Berger (hebrejsky: הרצל ברגר, žil 31. srpna 1904 – 28. srpna 1962) byl izraelský politik a poslanec Knesetu za stranu Mapaj.

## Biografie
Narodil se v Minsku v tehdejší Ruské říši (dnes Bělorusko). Absolvoval reálnou střední školu v Minsku a univerzitu v Jeně v Německu. Získal doktorát z práva a z politologie. Roku 1921 se přestěhoval do Německa, v roce 1932 do Polska a v roce 1934 přesídlil do dnešního Izraele. Angažoval se v jednotkách Hagana.

## Politická dráha
V mládí byl aktivní v ilegálním sionistickém hnutí v SSSR, konkrétně v organizacích ha-Šomer ha-ca'ir a ha-Chaver. V Německu se pak v Berlíně zapojil do hnutí Po'alej Cijon, kde v letech 1930-1931 vykonával funkci tajemníka ústředního výboru. Napojení na Po'alej Cijon si zachoval i po dočasném přesunu do Polska. Vydával list Das Vert. Po přestěhování do dnešního Izraele zasedal ve vedení listu Davar.
V izraelském parlamentu zasedl poprvé už po volbách v roce 1949, ve kterých byl kandidátem strany Mapaj. Mandát ale získal až v únoru 1951, jako náhradník. Výrazněji se již do činnosti Knesetu nezapojil. Mandát obhájil za Mapaj ve volbách v roce 1951. Usedl jako člen do parlamentního výboru pro zahraniční záležitosti a obranu, výboru práce, výboru House Committee a výboru pro ústavu, právo a spravedlnost. Předsedal podvýboru pro zákon o zdravotně postižených. Zvolení se dočkal na kandidátce Mapaj i po volbách v roce 1955. Byl členem parlamentního výboru pro ústavu, právo a spravedlnost, výboru pro zahraniční záležitosti a obranu a výboru práce. Za Mapaj uspěl také ve volbách v roce 1959. Byl členem výboru pro ústavu, právo a spravedlnost, výboru House Committee a výboru pro zahraniční záležitosti a obranu. V parlamentu se objevil i po volbách v roce 1961, kdy kandidoval opět za Mapaj a kdy znovu usedl do výboru pro ústavu, právo a spravedlnost, výboru House Committee a výboru pro zahraniční záležitosti a obranu. Zemřel během funkčního období parlamentu. Jeho místo v Knesetu zaujal Gide'on Ben Jisra'el.